# もう一つの事実
「もう一つの事実」（もうひとつのじじつ、英: alternative facts、オルタナティブ・ファクト、代替的事実）は、2017年1月22日に放送された「ミート・ザ・プレス」のインタビューにおいて、アメリカ合衆国大統領顧問ケリーアン・コンウェイが、ホワイトハウス報道官ショーン・スパイサーのドナルド・トランプ大統領就任式に関する虚偽発言を擁護するために発言した言葉である。
空撮写真では、トランプ大統領就任式に集まった群衆の方が、オバマ大統領就任式に集まった群衆よりも明らかに少ないにもかかわらず、スパイサーは「過去最大の人々が就任式をこの目で見るために集まった」と称賛した。
インタビューを行ったチャック・トッドが、スパイサー報道官はなぜ「明らかな虚偽発言」を行ったのか問いただしたところ、コンウェイ顧問は「もう一つの事実だった」と答えた。それに対してトッドは「もう一つの事実とは事実ではない。虚偽だ」と反論している。
コンウェイ顧問が明らかに虚偽であるものを「もう一つの事実」という言葉を使って説明したことは、ソーシャルメディア上で広く嘲笑されたほか、ダン・ラザーやジル・エイブラムソンといったジャーナリスト、アメリカ公共関係協会といったメディア組織から大きく批判された。この言葉は「二重思考」「ニュースピーク」といった、小説家ジョージ・オーウェルのディストピア小説の作中の概念と広く重なることから、2017年1月26日までに『1984年』の売り上げが9,500%増加し、Amazon.comのベストセラーとなった。日本においても売り上げが急上昇した。
コンウェイは後に「もう一つの事実」を「追加の事実と代替情報」と定義して、言葉の選択を擁護した。